# Супермаркет (телесериал)
«Суперма́ркет» (англ. Superstore) — американский ситком, премьера которого состоялась на телеканале NBC 30 ноября 2015 года. Шоу создано Джастином Спитцером, который также является исполнительным продюсером. Сериал рассказывает о группе работников вымышленного супермаркета под названием «Cloud 9», который находится в Сент-Луисе, штат Миссури. 23 февраля 2016 года канал продлил сериал на второй сезон, а 23 сентября того же года число эпизодов второго сезона было увеличено до стандартных 22-х.
19 августа 2016 года в эфир вышел специальный эпизод шоу, посвящённый Летним Олимпийским играм в Рио-де-Жанейро. 14 февраля 2017 года сериал был продлён на третий сезон из 22-х эпизодов. 21 февраля 2018 года NBC продлил сериал на четвёртый сезон из 22-х эпизодов.
4 марта 2019 года канал NBC продлил телесериал на пятый сезон. Премьера пятого сезона сериала состоится 26 сентября 2019 года.
11 февраля 2020 года NBC продлил телесериал на шестой сезон. Премьера шестого сезона состоится 29 октября 2020 года. 3 декабря 2020 года телеканал NBC закрыл ситком после шести сезонов.

## В ролях

### Основной состав
- Америка Феррера — Эми Дубановски (Соса)
- Бен Фельдман — Джона Симмс
- Лорен Эш — Дина Фокс
- Колтон Данн — Гаррет Макнейл
- Нико Сантос — Матео Фернандо Акуино Ливанаг
- Николь Блум — Шайенн Томпсон
- Марк Маккинни — Гленн Стёрджис

### Второстепенный состав
- Джонни Пембертон — Бильбо «Бо» Дерек Томпсон
- Калико Кауахи — Сандра Калуокалани
- Шон Уэйлен — Сэл
- Джош Лоусон — Тейт Стакевич
- Линда Портер — Миртл Вартанян

## Обзор сезонов
| Сезон | Эпизоды | Дата показа      | Дата показа     | Рейтинг Нильсона | Рейтинг Нильсона       |
| Сезон | Эпизоды | Премьера         | Финал           | Ранк             | Зрители США (миллионы) |
| ----- | ------- | ---------------- | --------------- | ---------------- | ---------------------- |
| 1     | 11      | 30 ноября 2015   | 22 февраля 2016 | 66               | 6,58                   |
| 2     | 21      | 22 сентября 2016 | 4 мая 2017      | 91               | 4,81                   |
| 3     | 22      | 28 сентября 2017 | 3 мая 2018      | 102              | 4,87                   |
| 4     | 22      | 4 октября 2018   | 16 мая 2019     | 113              | 4,19                   |
| 5     | 21      | 26 сентября 2019 | 9 апреля 2020   | 87               | 3,82                   |
| 6     | 15      | 29 октября 2020  | 25 марта 2021   | 100              | 3,05                   |

## Производство

### Разработка и съёмки
Сериал стал одним из трёх шоу, которые заказал телеканал NBC 14 января 2015 года. NBC дал зелёный свет шоу 7 мая того же года. Ситком стал первым проектом новой компании Рубена Флейшера The District в рамках двухлетнего контракта с Universal. Флейшер стал режиссёром пилотного эпизода.

### Кастинг
Лорен Эш стала первой актрисой, получившей роль в сериале в феврале 2015 года, а вскоре к актёрскому составу присоединились Колтон Данн, Марк Маккинни, Нико Сантос, Николь Блум и Бен Фельдман в марте того же года.
16 марта 2015 года Америка Феррера получила главную женскую роль, а также стала продюсером шоу. Феррера получала несколько предложений сняться в пилотных эпизодах разных телесериалов, однако отказывалась до этого момента.

## Отзывы критиков
На Metacritic «Супермаркет» имеет 57 баллов из 100, основываясь на 21-м «смешанном в среднем» отзыве критиков. На другом сайте-агрегаторе Rotten Tomatoes у шоу 66 % «свежести» на основе 35-и рецензий со средним рейтингом 5 из 10. Критический консенсус сайта гласит: «У „Супермаркета“ талантливый актёрский состав, но очевидный потенциал слегка омрачён интонационно смешанным изложением и слабым шаблонным сценарием».